# Eduardo Antonio
Eduardo Antonio (Placetas, Villa Clara, 10 de diciembre de 1969)  es un cantante, compositor, actor y productor cubano, nacionalizado mexicano. Sus temas han servido de banda sonora, tema de presentación y de cierre de telenovelas y películas como Mi pequeña traviesa, Preciosa, Alma Rebelde, Yo amo a Juan Querendón, Pecadora, La Segunda Noche, Antes que anochezca, entre otras, fungiendo como actor en algunas de estas.
Fue coconductor de Don Francisco Presenta, donde fue bautizado como el Divo de Placetas por el mismo Don Francisco. También ha sido invitado especial en los programas televisivos Cala, Otro Rollo, Cristina, Mujer, casos de la vida real, Sábado Gigante, entre otros.

## Carrera artística
Comenzó desde pequeño en su tierra natal y ganándose un espacio dentro del panorama del pop cubano. Sus primeras apariciones públicas las hizo de niño y posteriormente, aún siendo muy joven, en el cabaret Tropicana. En 1996, participó en el Festival de la Canción de su país, clasificando al evento OTI 96 internacional con el tema de su autoría «Me queda la canción», representando a Cuba en la XXV edición celebrada en Quito.
Participó en México en algunas novelas de Televisa a finales de la década de los 90, teniendo una participación en la película Antes que anochezca, que relata la vida de Reinaldo Arenas. En el filme, interpretaba a un cantante de un club nocturno.
Su debút discográfico llegaría con su álbum Déjame Gritar, lanzado en 2000; del cual se desprende el sencillo "Corazón Latino". Algunas canciones formaron parte de bandas sonoras a películas, como La segunda noche. Hizo una participación estelar junto Celia Cruz en el video «La Negra Tiene Tumbao». 

### El divo de Placetas
Desde 2002, Eduardo Antonio fue presentador del programa Don Francisco presenta en Univision, y fue en este periodo que el presentador chileno le daría un apodo:

"... yo conozco dos divos: uno de Juárez, en México que es Juan Gabriel, y uno en España, que es de Linares, y se llama Raphael... pero ya Cuba tiene su divo, es de Placetas y se llama Eduardo Antonio"
Mario Kreutzberger en Don Francisco presenta, 12 de enero de 2005

Desde mi alma, fue editado en 2007 bajo el sello de Univisión y Fonovisa. En este proyecto discográfico estaban las canciones pertenecientes a la banda sonora de la telenovela Yo amo a Juan Querendón, la teleserie Mujer, casos de la vida real, y la película Condones.com.
En 2010, incursionaría en la música navideña con su sencillo titulado Profecías de Navidad». Además, colaboraría con su pareja de entonces, Niurka Marcos, en la canción «Como nos dé la gana». En 2013, sería entrevistado por Ismael Cala para la cadena CNN, donde promocionó su sencillo Chiki Bombo del álbum ¡Y México me hizo rey! Esta canción alcanzaría la posición 21 de la lista de Billboard Tropical Airplay.
Fue homenajeado junto a otras celebridades en la despedida final de Sábado Gigante – ¡Hasta Siempre! de la cadena Univision.
Me juego la vida fue el proyecto de Eduardo lanzado en 2015. «Dónde está el pecado» fue el sencillo que contó con videoclip, donde Eduardo se disfrazaba de una mujer. Además, la canción fue el promocional de la serie en Internet Cabaret donde Eduardo Antonio actuaba como el travesti Veneno, junto a Alicia Machado, Lis Vega y Lily Rentería.
En 2016, formó parte del homenaje a José José en el Festival Internacional de la Canción de Miami en el Teatro Manuel Artime.
En 2017, lanzó Perlas en mi voz, un material con el que retoma los éxitos de grandes de intérpretes de la música latina como «Por qué te tengo que olvidar», «En la cárcel de tu piel» y «Brindaremos».
En 2018, fue incluido en el Paseo de la Fama del Parque Celia Cruz, ubicado en New Jersey. También llegaban los sencillos «Me veo sexy» junto a Máxima Alerta.
En diciembre de 2019, fue uno de los artistas invitados al concierto de Fin de Año en Bayfront Park, organizado por el cantante cubanoamericano Pitbull. Este mismo año junto a los cubanos Jeikel Acosta y Abel Bosmenier, uno de los vocalistas del antiguo grupo SBS, presentó el tema musical en colaboración «La cuenta no da». El videoclip cuenta con la participación de la corista cubana Haniset Rodríguez y el humorista cubano Boncó Quiñongo.
En el mismo año, estrenó el tema de reguetón «Yo quisiera», en colaboración con la agrupación LKM. Al año siguiente, lanzó el tema «Quédate en Casa» una composición con mucho sentimiento y amor en medio de la pandemia por COVID-19. También llegó Guajiro de Placetas 2020, una compilación de éxitos de la música cubana. «Si te pudiera mentir» junto a La Diosa, fue su último sencillo en este año.
Para 2022, colaboró para el sencillo «Más Reggaeton», junto a varios exponentes urbanos como Sandy el White, Henry Méndez, El Cata, Ariel de Cuba, Fedro y Eri White. En mismo año, recibió el galardón Mundo Mágico AC en México, y volvió a participar en el concierto de Nochevieja en Bayfront Park. Estuvo presente en el lanzamiento del álbum Sinergia de Myriam Hernández. También se juntó con Lenier para su canción «Mentiras», en el videoclip que protagonizó Imaray Ulloa. Cerró 2022 compartiendo en redes sociales un adelanto de su colaboración con Señorita Dayana.
Comenzando 2023, homenajeó a Farah María con la canción «Tiburón».

## Vida personal

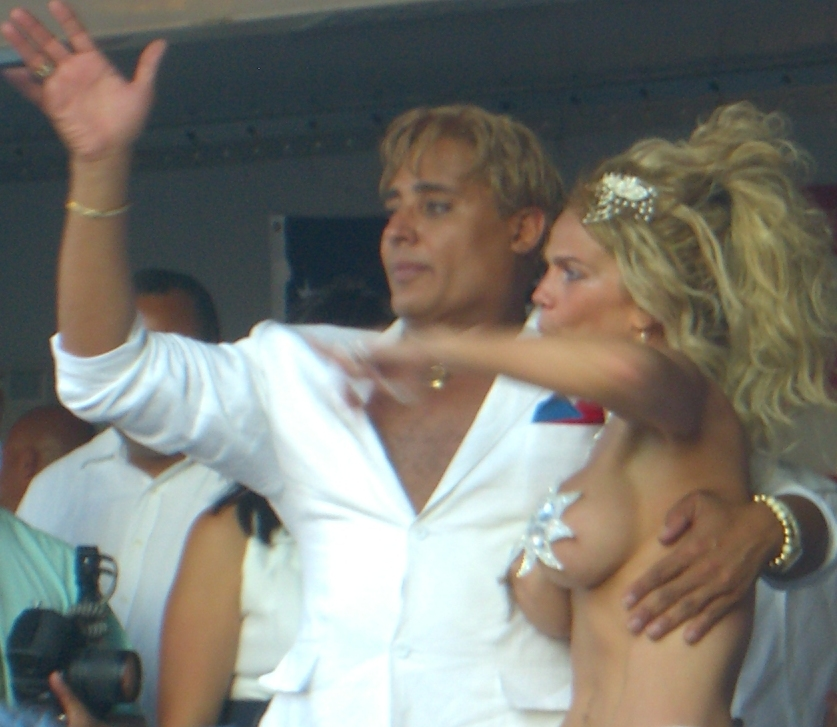
Eduardo Antonio y Niurka Marcos en el escenario del Desfile Anual del Día Cubano de North Hudson en Nueva Jersey, el 6 de junio de 2010.

Tiene un hijo con su mismo nombre, Eduardo Antonio Jiménez Barrera. Considera a Juan Gabriel su artista a seguir, realizando homenajes en sus álbumes de algunas canciones populares del Divo de Juárez.
Eduardo siempre generó comentarios con base en su orientación sexual. Mantuvo una relación con Niurka Marcos, incluso, se especula que hubo boda,, una relación que culminaría en 2011.
En 2018, inició una relación con la cubana Arahis Retureta. Luego de la ruptura, inició una nueva relación. 7 meses después de haberle pedido matrimonio a una mujer colombiana llamada Patricia, en junio de 2020 retomó la relación sentimental que había tenido con Arahis.
Finalizando el año 2020, se declararía abiertamente homosexual, y haría oficial su relación con Roy García, un empresario cubano, asumiendo compromiso nupcial en 2021.

## Discografía

### Álbumes de estudio
- 2000: Déjame Gritar
- 2007: Desde mi alma
- 2010: Profecías de navidad[67]
- 2012: Andando Caminos (Éxitos)
- 2013: ¡Y México me hizo un rey!
- 2015: Me juego la vida
- 2015: Chiquibombo (Remixes) EP
- 2017: Perlas en mi voz
- 2020: Guajiro de Placetas 2020

### Canciones para telenovelas
- Preciosa (1998) - «Preciosa»
- Mi pequeña traviesa (1998) - «Mi pequeña traviesa»
- Carita de Ángel (2000) - «Carita de ángel (Canción de cierre)» (compuesto por Eduardo Antonio, interpretado por Libertad Lamarque, Lisette Morelos, Miguel de León & Daniela Aedo)
- Pecadora (2001) - «Ódiame pero no me dejes»
- Yo amo a Juan Querendón (2007) - «Palomita Revoloteando», «Cuando llora el corazón», «Tú eres una mentira» y «Baila Cachibombo»

### Canciones para películas
- Condones.com (2009) - «Te voy a amar»

### Canciones para televisión
- Mujer, casos de la vida real (2002-2004) - «Mujer»

## Filmografía
| Año         | Título                   | Rol                       |        |
| ----------- | ------------------------ | ------------------------- | ------ |
| 1998        | Mi pequeña traviesa      | "El Caribeño"             |        |
| 1998        | Preciosa                 | Padre Juan Martín         |        |
| 1999        | Alma rebelde             | "El Huesos"               |        |
| 2000        | Carita de ángel          | Benito el chofer          |        |
| 2000        | Antes que anochezca      | Cantante de club nocturno | [ 68 ] |
| 2001 - 2002 | Salomé                   |                           |        |
| 2002        | ¡Vivan los niños!        | José Bueno                |        |
| 2002 - 2012 | Sábado Gigante           | Coanimador                | [ 69 ] |
| 2003        | La negra tiene tumbao    | Coro / actor              | [ 70 ] |
| 2003        | Velo de novia            | Doctor Eduardo Bárcenas   |        |
| 2004        | Rebelde                  | Samy / Coreógrafo         |        |
| 2007        | Yo amo a Juan Querendón  | Molondrón                 |        |
| 2007        | Al diablo con los guapos | Silvestre                 |        |
| 2007        | Amor sin maquillaje      | Cantante                  |        |
| 2009        | Pecadora                 | El mismo                  |        |
| 2016        | Fátima                   |                           | [ 71 ] |
| 2017        | Mariposa de barrio       | Jaime Terriquez           | [ 72 ] |
| 2022        | Mírame así               |                           | [ 73 ] |
| 2024        | Los 50                   | Concursante               | [ 74 ] |

Adaptado según IMDb y Listal.com.

## Premios y reconocimientos
- 1996: Festival OTI Cuba - GANADOR
- 2017: Entrega de las llaves de la ciudad de Miami
- 2017: Rey de la parada cubana en New Jersey[76]
- 2018: Incluido en el Paseo de la Fama del Parque Celia Cruz[77]
- 2020: Entrega de las llaves de la ciudad de Puerto Vallarta[78]
- 2021: Reconocimiento a su trayectoria como Huésped Ilustre en Puerto Vallarta por el Ayuntamiento de dicha ciudad y la asociación LGBT local.[79]
- 2022: Huellas en Paseo de la Fama de México
- 2022: Micrófono de oro entregado por Asociación Nacional de Locutores de México[80]
- 2023: Premios Latinos Fama por su trayectoria[81]